# Kietlanka (przystanek kolejowy)
Kietlanka – przystanek kolejowy i posterunek odgałęźny w Kietlance, w gminie Zaręby Kościelne, w powiecie ostrowskim, w województwie mazowieckim, w Polsce. Składa się z 2 naprzemianległych peronów bocznych o długości 200 m skupionych wokół przejazdu kolejowo-drogowego w ciągu drogi powiatowej nr 2616W. Umiejscowiony przy peronie 1 (w kierunku Białegostoku) budynek poczekalni został wyłączony z eksploatacji w 2005 roku. 

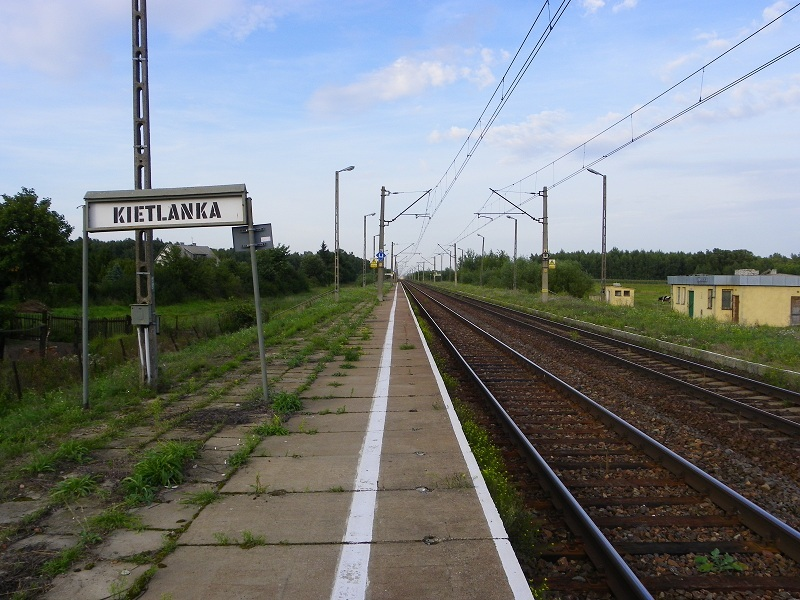
Przystanek osobowy Kietlanka w sierpniu 2011.
Po prawej zamknięty budynek poczekalni

## Ruch pasażerski[6]
| Rok  | Wymiana pasażerska na dobę |
| ---- | -------------------------- |
| 2017 | 0                          |
| 2018 | 0                          |
| 2019 | 0                          |
| 2020 | 0-9                        |
| 2021 | 0-9                        |
| 2022 | 0-9                        |
| 2023 | 10-19                      |

## Połączenia
13 grudnia 2020 r. Koleje Mazowieckie włączyły do siatki swych połączeń odcinek Małkinia – Szulborze Wielkie z postojami handlowymi w Zarębach Kościelnych i Kietlance. Każdego dnia uruchamianych jest 7 par pociągów osobowych relacji Szulborze Wielkie – Warszawa Wileńska – Szulborze Wielkie.
Do 2009 roku przystanek obsługiwał pociągi osobowe Przewozów Regionalnych (od 2020 r. Polregio) relacji Białystok – Małkinia – Białystok. Od 23 lutego 2009 przystanek pozostawał nieobsługiwany gdyż pociągi osobowe jadące z Białegostoku skrócono do leżącej na terenie województwa podlaskiego stacji Szepietowo. Był to efekt przerzucenia na samorządy obowiązku finansowania pociągów regionalnych oraz realizacji przewozów wprowadzonego 2 miesiące wcześniej, braku porozumienia między marszałkami województw mazowieckiego i podlaskiego w kwestii finansowania połączeń na styku województw, decyzji Podlaskiego Zakładu Przewozów Regionalnych o zaprzestaniu obsługi na terenie województwa mazowieckiego oraz braku zainteresowania ze strony samorządu województwa mazowieckiego obsługą Kolejami Mazowieckimi leżącego na terenie tegoż województwa odcinka Małkinia – Czyżew.

## Modernizacja
13 czerwca 2017 PKP Polskie Linie Kolejowe podpisały umowę na modernizację odcinka linii kolejowej nr 6 Sadowne – Czyżew prowadzonej w ramach projektu Rail Baltica. W sierpniu 2017 r. zamknięto tor nr 1 (w kierunku Białegostoku) i przystąpiono do rozbiórki przylegającego do niego peronu 1. Ruch wówczas odbywał się jednotorowo po torze nr 2 (w kierunku Warszawy). W I kwartale 2019 r. zakończono modernizację toru 1 w związku z czym 10 marca 2019 przełożono nań cały ruch, po czym rozpoczęto rozbiórkę toru 2 oraz starego peronu 2. Drugi tor na modernizowanym odcinku oddano do użytku 30 grudnia 2019 roku.

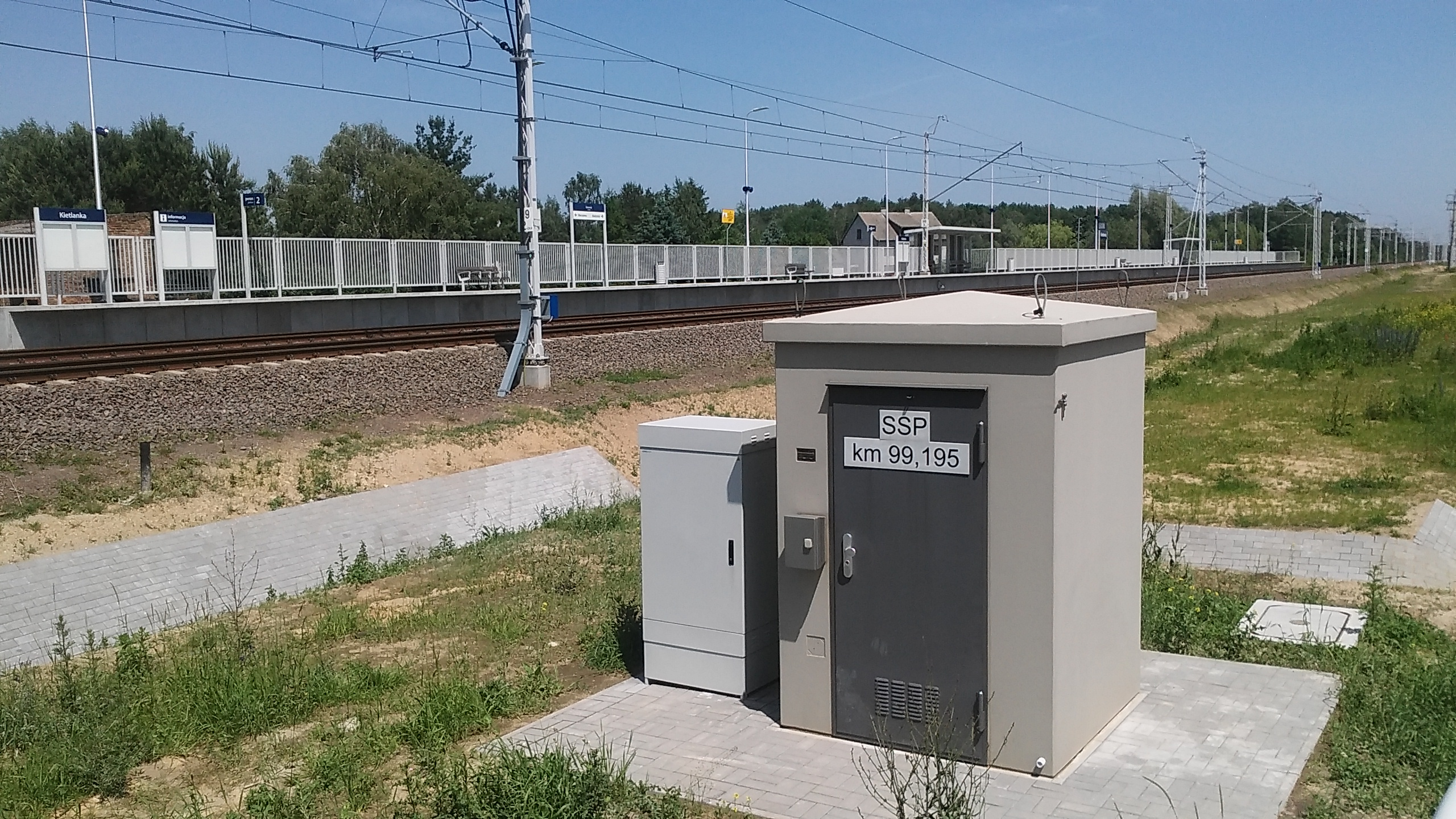
Sterownik SSP przy przejeździe kolejowo-drogowym i peron 2 (w kierunku Warszawy)

## Historia
W związku z długotrwałym wyłączeniem z użytkowania punktów eksploatacyjnych między Małkinią a Czyżewem centrala PKP S.A. zaproponowała w 2013 r. fizyczną likwidację peronów Zaręb Kościelnych, Kietlanki i Szulborza-Kotów (od 2018 r. Szulborza Wielkiego). Samorząd województwa mazowieckiego negatywnie zaopiniował te plany i jednocześnie wyraził chęć realizacji przewozów na wyżej wymienionym odcinku. Analizy potoków podróżnych oraz analizy finansowe miały się odbyć po zakończonej modernizacji całego odcinka.
Pomimo niepewnej przyszłości połączeń regionalnych nowe perony jednak powstały podczas modernizacji odcinka Sadowne – Czyżew. Apele o przeciwdziałanie wykluczeniu transportowemu i organizację przewozów na terenie województwa mazowieckiego wystosowywali samorządowcy oraz organizacje społeczne. Ze wstępnej analizy przeprowadzonej w 2019 roku przez Koleje Mazowieckie wynikało, iż podróżni w przyszłości będą mogli liczyć na 6 par pociągów regionalnych dziennie między Małkinią a Czyżewem. Ostatecznie w 2020 r. uruchomiono pociągi regionalne na trasie jedynie do Szulborza Wielkiego skróconej z uwagi na rozpoczętą w tymże roku przebudowę stacji Czyżew.

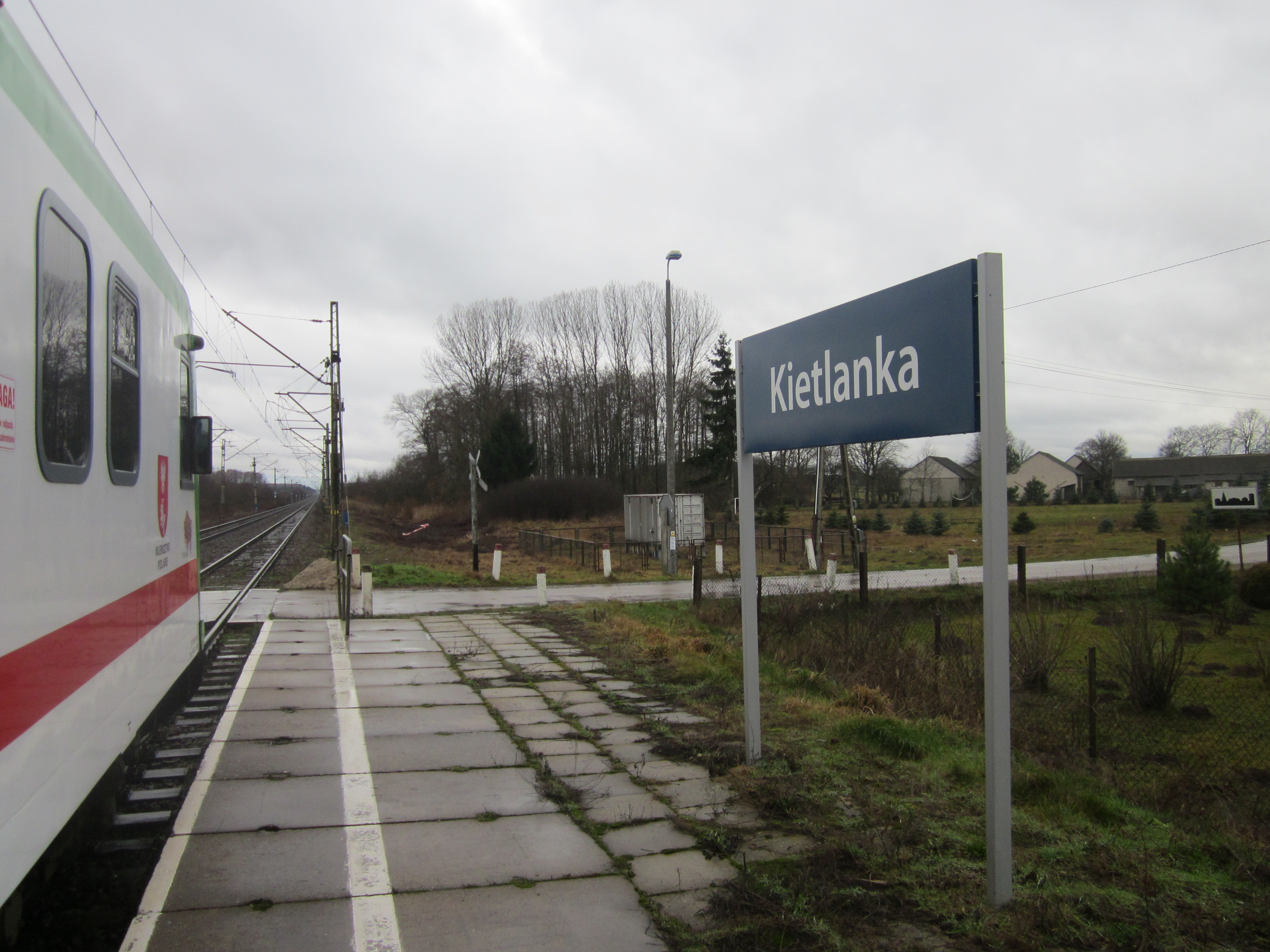
Peron przed modernizacją (2014). Widok w kierunku Warszawy

## Otoczenie
W bezpośrednim sąsiedztwie peronu drugiego znajduje się pomnik upamiętniający jedną z bitew powstania styczniowego